# Hậu Thạnh Đông
Hậu Thạnh Đông là một xã thuộc huyện Tân Thạnh, tỉnh Long An, Việt Nam.
Xã Hậu Thạnh Đông có diện tích 26,2 km², dân số năm 1999 là 6.658 người, mật độ dân số đạt 254 người/km².